# 하트 (프로게이머)
하트(본명: 이관형, 1988년 12월 13일 ~ )는 대한민국의 전직 리그 오브 레전드 프로게이머이다. 프로게임단 지도자로도 활동하고 있다. 선수 시절 아이디는 Heart이며 포지션은 서포터였다.

## 선수 시절
2012년, GSG에 입단하면서 프로 커리어를 시작했다. 2012-2013시즌 팀의 NLB 우승에 기여했다.
2013년 2월, 삼성 갤럭시 블루에 입단했다. 스프링 시즌 좋지 못한 모습을 보여주었다. 2013 서머 시즌 도중 정글러에서 서포터로 포지션을 변경했다. 2014 스프링 시즌 팀의 우승에 기여했다. 서머 시즌에서도 팀의 준우승에 기여했다. 리그 오브 레전드 월드 챔피언십 2014에 참가했다. 롤드컵에서는 괜찮은 모습을 보여주었으며 팀의 4강 진출에 기여했다. 하지만 4강전인 삼성 갤럭시 화이트와의 경기에서는 좋지 못한 모습을 보여주었다.
2014년 11월, 비시 게이밍에 입단했다. 이후 2015년 3월, 언리미티드 포텐셜에 입단했다.
2015시즌 종료 후 팀에서 퇴단했다.

## 지도자 생활
2016시즌을 앞두고 LGD 게이밍의 코치로 부임했다.
2017시즌을 앞두고 로열 네버 기브업의 코치로 부임했다. 2018시즌을 앞두고 팀의 감독으로 승격되었다. 리그 오브 레전드 미드 시즌 인비테이셔널 2018에 참가했으며 팀의 우승에 기여했다. 2018년 아시안 게임 리그 오브 레전드 중국 대표팀 코치로 선임되었다. 대회에서는 중국의 금메달에 기여했다.
2019시즌을 앞두고 에드워드 게이밍의 감독으로 부임했다. 2020시즌을 앞두고 팀의 코치로 내려갔다.
2021시즌을 앞두고 한화생명 e스포츠의 코치로 부임했다. 서머 시즌 중반, 건강 상의 이유로 로스터에서 제외되었다. 2021시즌 종료 후 팀에서 퇴단했다.
2022시즌을 앞두고 LPL의 썬더 토크 게이밍의 코치로 부임했다.

## 소속팀

### 선수
| # | 팀명              | 소속 기간               | 소속 리그 | 비고 |
| - | ----------------- | ----------------------- | --------- | ---- |
| 1 | GSG               | 2012.06 ~ 2013.02.13    | LCK       |      |
| 2 | 삼성 갤럭시 블루  | 2013.02.13 ~ 2014.11.06 | LCK       |      |
| 3 | 비시 게이밍       | 2014.11.27 ~ 2015.03    | LPL       |      |
| 4 | 언리미티드 포텐셜 | 2015.03 ~ 2015.12.06    | LSPL LPL  |      |

### 지도자
| #  | 팀명              | 직책 | 소속 기간               | 소속 리그 | 비고 |
| -- | ----------------- | ---- | ----------------------- | --------- | ---- |
| 1  | LGD 게이밍        | 코치 | 2015.12.07 ~ 2017.01    | LPL       |      |
| 2  | 로열 네버 기브업  | 코치 | 2017.03.02 ~ 2017.12.21 | LPL       |      |
| 3  | 로열 네버 기브업  | 감독 | 2017.12.21 ~ 2018.12.03 | LPL       |      |
| 4  | 에드워드 게이밍   | 감독 | 2018.12.06 ~ 2019.12.16 | LPL       |      |
| 5  | 에드워드 게이밍   | 코치 | 2019.12.16 ~ 2020.08.26 | LPL       |      |
| 6  | 한화생명 e스포츠  | 코치 | 2020.12.04 ~ 2021.11.03 | LCK       |      |
| 7  | 썬더 토크 게이밍  | 코치 | 2021.12.20 ~ 2022.06.01 | LPL       |      |
| 8  | 썬더 토크 게이밍  | 감독 | 2022.06.01 ~ 2022.11.23 | LPL       |      |
| 9  | 로얄 네버 기브업  | 코치 | 2022.12.22 ~ 2023.02.11 | LPL       |      |
| 10 | 파파라 슈퍼매시브 | 코치 | 2023.05.23 ~ 2023.08.03 | TCL       |      |

## 수상 내역

### 선수
- 컨디션 헛개수 나이스게임TV 리그 오브 레전드 배틀 윈터 2012-2013 우승
- LoL 클럽 마스터즈 2013 우승
- SK텔레콤 LTE-A LoL 마스터즈 2014 우승
- 핫식스 리그 오브 레전드 챔피언스 스프링 2014 우승
- 핫식스 리그 오브 레전드 챔피언스 서머 2014 준우승
- 리그 오브 레전드 월드 챔피언십 2014 4강
- 리그 오브 레전드 세컨더리 프로리그 스프링 2015 준우승

### 지도자
- 내셔널 e스포츠 토너먼트 2016 준우승
- 리그 오브 레전드 프로리그 스프링 2017 준우승
- 데마시아컵 2017 우승
- 리그 오브 레전드 프로리그 서머 2017 준우승
- 리그 오브 레전드 월드 챔피언십 2017 4강
- 리그 오브 레전드 프로리그 스프링 2018 우승
- 리그 오브 레전드 미드 시즌 인비테이셔널 2018 우승
- 2018년 아시안 게임 금메달
- 리그 오브 레전드 프로리그 서머 2018 우승
- 리그 오브 레전드 월드 챔피언십 2018 8강
- 2018년 리그 오브 레전드 프로리그 연간 어워드 베스트 코치